# Beverley Uranium Mine
Beverley Uranium Mine är en gruva i Australien. Den ligger i delstaten South Australia, omkring 530 kilometer norr om delstatshuvudstaden Adelaide. Beverley Uranium Mine ligger 77 meter över havet.
Trakten runt Beverley Uranium Mine är nära nog obefolkad, med mindre än två invånare per kvadratkilometer.. Det finns inga samhällen i närheten. 
Omgivningarna runt Beverley Uranium Mine är i huvudsak ett öppet busklandskap. Genomsnittlig årsnederbörd är 287 millimeter. Den regnigaste månaden är februari, med i genomsnitt 114 mm nederbörd, och den torraste är oktober, med 1 mm nederbörd.